# Ponta do Sol (Cap Verd)
Ponta do Sol (crioll capverdià Pónta d' Sol) és una vila al nord de l'illa de Santo Antão a l'arxipèlag de Cap Verd. És la capital administrativa del municipi de Ribeira Grande i té una població de 2.143 habitants. En l'època colonial, es va dir Vila de María Pia, en honor de Maria Pia de Savoia, reina de Portugal.

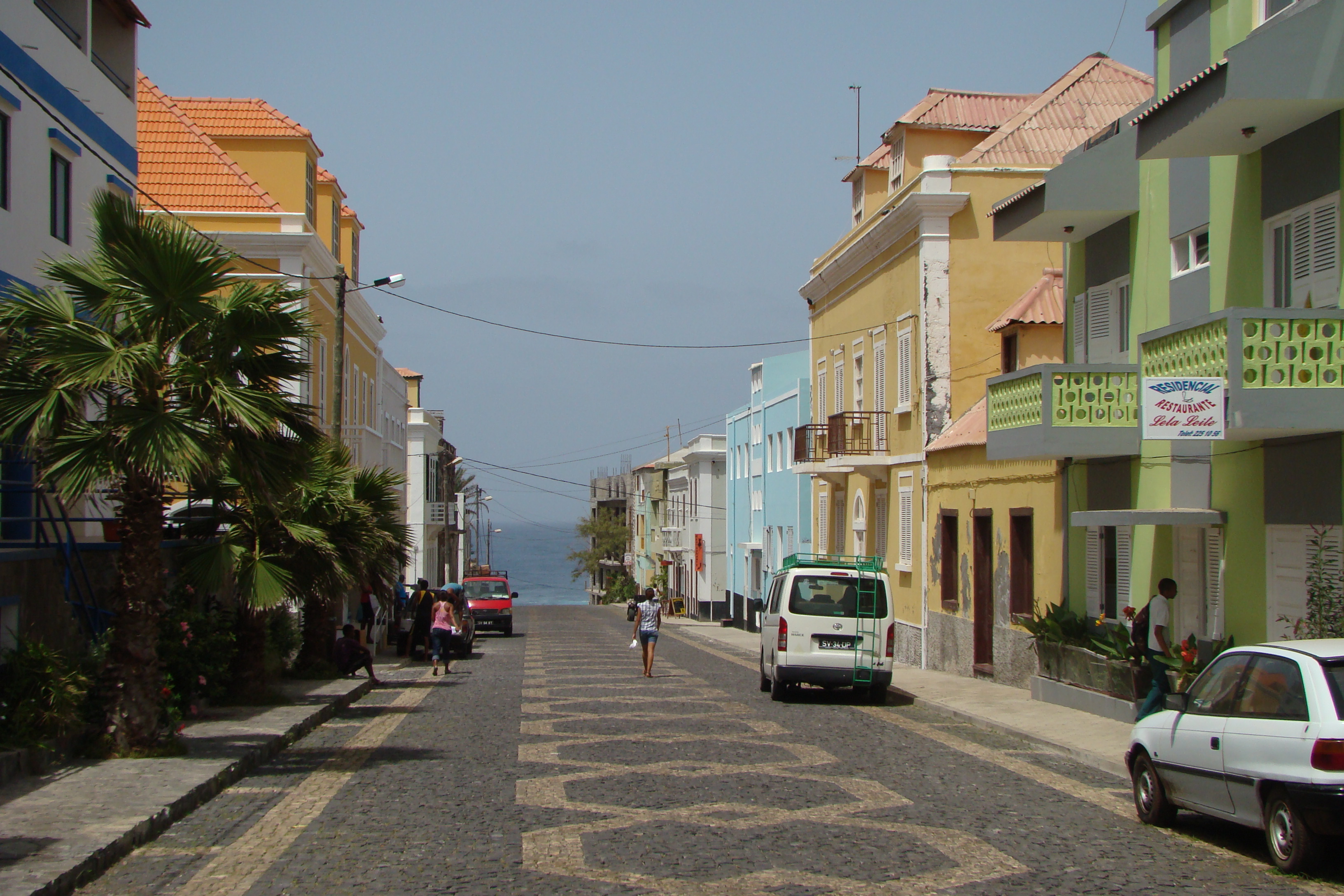
Carrer que porta al port, al nucli antic

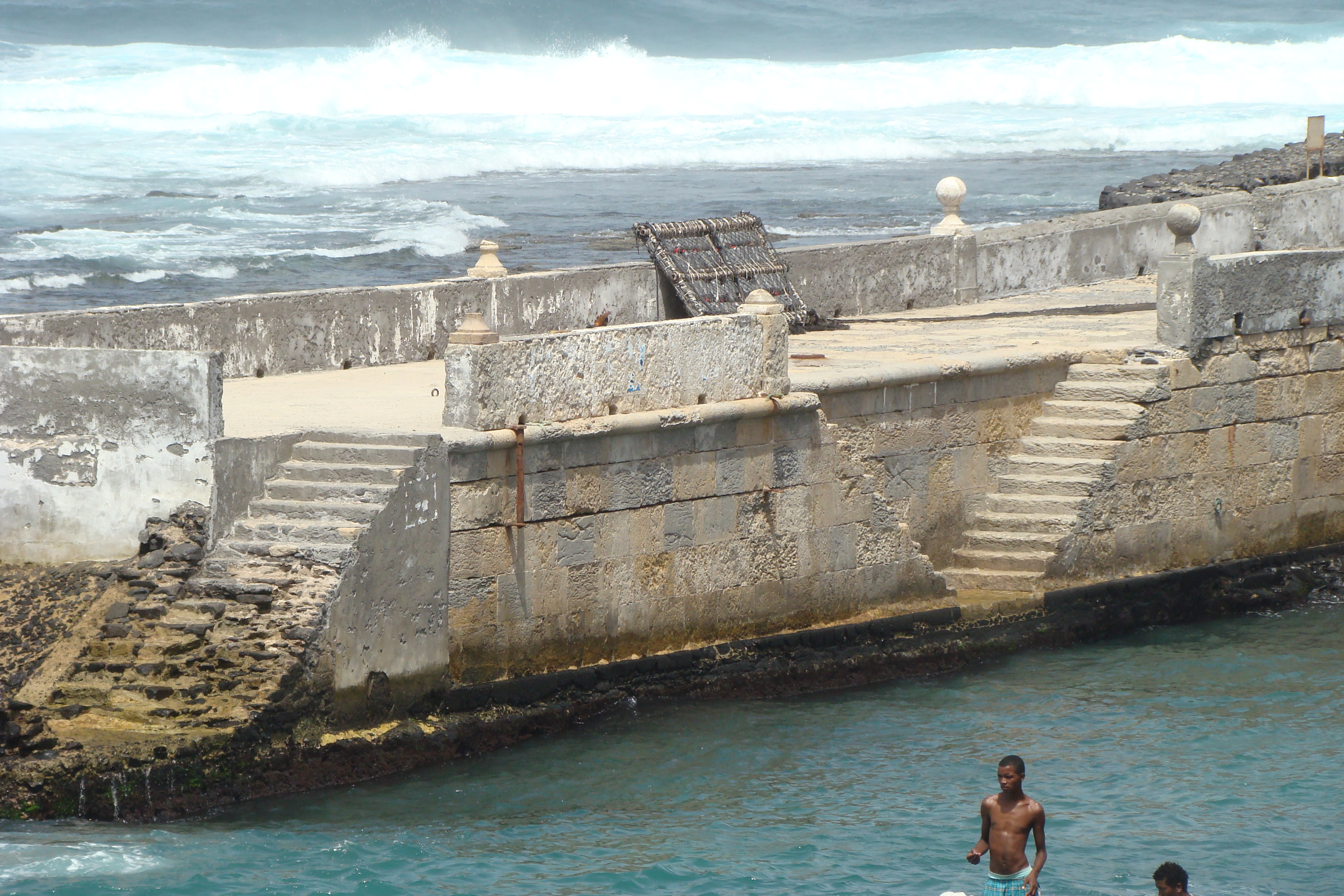
Moll històric al port de Boca da Pistola

La ciutat està situada a l'extrem nord de l'illa, i posseeix un petit port pesquer (Boca da Pistola) que, durant molt temps i fins a finals del segle xx, va anar l'únic punt d'entrada de mercaderies, encara que el creixement de Porto Novo va suposar la desaparició del tràfic comercial, especialment per la dificultat de l'estret accés al port.
Té un petit nucli antic amb arquitectura colonial del segle xix, destacant l'edifici de l'ajuntament i l'església de Nossa Senhora do Livramento. És també molt interessant el moll, originalment aixecat al segle xviii, que tanca la bocana del petit port.
L'economia de Ponta do Sol es fonamenta en la pesca i, de forma cada vegada més creixent, del turisme. Disposa de platges (Aranhas i Motche) i la seva costa és un dels punts més actius de busseig i d'altres activitats d'oci marí. Disposa d'una certa infraestructura d'allotjaments (incloent-hi un hotel de tres estels) i de restauració.
Fins a final de la dècada de 2000, va estar funcionant un petit aeròdrom (l'Aeròdrom Agostinho Neto), localitzat al costat del nucli urbà, encara que la reduïda grandària de les seves pistes no permetia l'aterratge més que de petits avions d'hèlix. Després d'un greu accident, l'aeròdrom va ser clausurat i avui dia es troba en estat de total abandó.

## Demografia
Durant les últimes dècades del segle xx, Ponta do Sol va tenir menys població que la veïna Ribeira Grande, encara que en la dècada 1990-2000 es va produir un notable increment de població, a conseqüència del retorn d'un gran nombre d'emigrants i el desenvolupament del turisme, desenvolupant-se nous barris d'edificis d'apartaments i habitatges unifamiliars d'alt nivell.
| Any  | Població | Increment | Data del Cens      |
| ---- | -------- | --------- | ------------------ |
| 1990 | 1.505    | -         | 23 de juny de 1990 |
| 2000 | 4.029    | 167 %     | 16 de juny de 2000 |
| 2010 | 4.628    | 14 %      | 1 de gener de 2010 |
| 2012 | 4.738    | -         | Estimació.         |

## Personatges
- Jorge Ferreira Chaves, arquitecte
- Raul Pires Ferreira Chaves, arquitecte
- Gabriel António Costa (Nhô Kzik), violinista i multiinstrumentista (m. 2005)
- Domingo Lima Costa, violinista i multiinstrumentista